# Pouthisat (ville)
Pouthisat (Pursat en français) est une ville du Cambodge, capitale de la province du même nom. Elle est située sur le Pouthisat, un affluent du Tonlé Sap.